# Panna perarmatus
Panna perarmatus är en fiskart som först beskrevs av Paul Chabanaud 1926.  Panna perarmatus ingår i släktet Panna och familjen havsgösfiskar. Inga underarter finns listade i Catalogue of Life.